# Sharon Carter
Sharon Carter (còn gọi là Đặc vụ 13), một nhân vật hư cấu xuất hiện trong truyện tranh Mỹ, xuất bản bởi Marvel Comics. Cô thường được miêu tả như một đặc vụ bí mật, một cựu đặc vụ của S.H.I.E.L.D. dưới thời Nick Fury, và là người yêu của Captain America.

Sharon Carter xuất hiện trong Vũ trụ Điện ảnh Marvel ở các bộ phim như Captain America 2: Chiến binh mùa đông, Captain America: Nội chiến siêu anh hùng và Chim Ưng Và Chiến Binh Mùa Đông, do Emily VanCamp thủ vai.

Emily VanCamp thủ vai Sharon Carter/Đặc vụ 13 trên poster phim Captain America: The Winter Soldier năm 2014

## Vũ trụ Điện ảnh Marvel
| Năm  | Phim                                     | Diễn viên     | Ghi chú     |
| ---- | ---------------------------------------- | ------------- | ----------- |
| 2014 | Captain America: Chiến binh mùa đông     | Emily VanCamp | [ 2 ] [ 3 ] |
| 2016 | Captain America: Nội chiến siêu anh hùng | Emily VanCamp | [ 4 ] [ 5 ] |
| 2021 | Chim Ưng Và Chiến Binh Mùa Đông          | Emily VanCamp | [ 6 ] [ 7 ] |